# Jurga (città)
Jurga è una città della Russia siberiana meridionale, situata nella oblast' di Kemerovo. È il capoluogo del rajon Jurginskij, pur essendo amministrativamente posta sotto la diretta giurisdizione della oblast'.
Sorge sul fiume Tom', 143 chilometri a nordovest del capoluogo Kemerovo.